# Vòng loại Cúp bóng đá châu Á 2015
Vòng loại Cúp bóng đá châu Á 2015 là giải đấu vòng loại do Liên đoàn bóng đá châu Á (AFC) tổ chức nhằm xác định các đội tuyển giành quyền tham dự Cúp bóng đá châu Á 2015, được tổ chức tại Úc.
Tổng cộng 16 đội tuyển sẽ giành quyền tham dự vòng chung kết, bao gồm cả những đội được đặc cách tham dự giải đấu với tư cách chủ nhà.

## Các đội tuyển vượt qua vòng loại

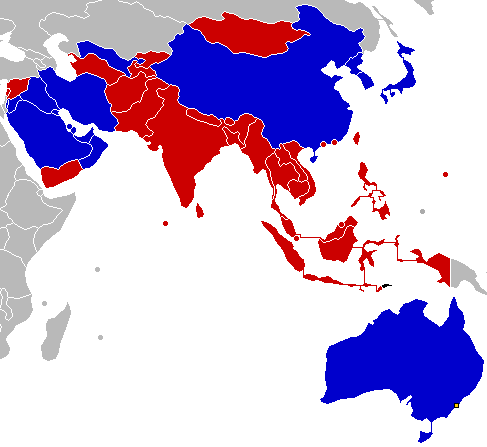
Đội giành quyền tham dự Asian Cup
Đội không vượt qua vòng loại

| Đội tuyển         | Tư cách qua vòng loại                 | Ngày vượt qua vòng loại | Số lần tham dự vòng chung kết | Lần tham dự gần nhất | Thành tích tốt nhất              |
| ----------------- | ------------------------------------- | ----------------------- | ----------------------------- | -------------------- | -------------------------------- |
| Úc                | Chủ nhà1                              | 5 tháng 1 năm 2011      | 3                             | 2011                 | Á quân (2011)                    |
| Nhật Bản          | Vô địch Cúp bóng đá châu Á 2011       | 25 tháng 1 năm 2011     | 8                             | 2011                 | Vô địch (1992, 2000, 2004, 2011) |
| Hàn Quốc          | Hạng ba Cúp bóng đá châu Á 2011       | 28 tháng 1 năm 2011     | 13                            | 2011                 | Vô địch (1956, 1960)             |
| CHDCND Triều Tiên | Vô địch Cúp Challenge AFC 2012        | 19 tháng 3 năm 2012     | 4                             | 2011                 | Hạng tư (1980)                   |
| Bahrain           | Nhất bảng D                           | 15 tháng 11 năm 2013    | 5                             | 2011                 | Hạng tư (2004)                   |
| UAE               | Nhất bảng E                           | 15 tháng 11 năm 2013    | 9                             | 2011                 | Á quân (1996)                    |
| Ả Rập Xê Út       | Nhất bảng C                           | 15 tháng 11 năm 2013    | 9                             | 2011                 | Vô địch (1984, 1988, 1996)       |
| Oman              | Nhất bảng A                           | 19 tháng 11 năm 2013    | 3                             | 2007                 | Vòng bảng (2004, 2007)           |
| Uzbekistan        | Nhì bảng E                            | 19 tháng 11 năm 2013    | 6                             | 2011                 | Hạng tư (2011)                   |
| Qatar             | Nhì bảng D                            | 19 tháng 11 năm 2013    | 9                             | 2011                 | Tứ kết (2000, 2011)              |
| Iran              | Nhất bảng B                           | 19 tháng 11 năm 2013    | 13                            | 2011                 | Vô địch (1968, 1972, 1976)       |
| Kuwait            | Nhì bảng B                            | 19 tháng 11 năm 2013    | 10                            | 2011                 | Vô địch (1980)                   |
| Jordan            | Nhì bảng A                            | 4 tháng 2 năm 2014      | 3                             | 2011                 | Tứ kết (2004, 2011)              |
| Iraq              | Nhì bảng C                            | 5 tháng 3 năm 2014      | 8                             | 2011                 | Vô địch (2007)                   |
| Trung Quốc        | Đội xếp thứ ba có thành tích tốt nhất | 5 tháng 3 năm 2014      | 11                            | 2011                 | Á quân (1984, 2004)              |
| Palestine         | Vô địch Cúp Challenge AFC 2014        | 30 tháng 5 năm 2014     | 1                             | Lần đầu              | Lần đầu                          |

1 Úc đồng thời là á quân Cúp bóng đá châu Á 2011.

## Các đội tham dự vòng loại
Năm đội tuyển sau đây giành quyền vào thẳng vòng chung kết mà không cần qua vòng loại:
- Chủ nhà (Úc)
- Ba đội giành huy chương tại Cúp bóng đá châu Á 2011 (Nhật Bản, Úc và Hàn Quốc)
- Vô địch Cúp Challenge AFC 2012 (CHDCND Triều Tiên)
- Vô địch Cúp Challenge AFC 2014 (Palestine)

Do nước chủ nhà Úc đồng thời là á quân Cúp bóng đá châu Á 2011, 6 suất vào thẳng ban đầu đã giảm xuống còn 5, do đó còn lại 11 suất cuối cùng được xác định qua vòng loại, trong đó có 20 quốc gia thành viên AFC cạnh tranh.
Lễ bốc thăm cho vòng loại được tổ chức tại Melbourne, Úc vào lúc 18:00 (UTC+11) ngày 9 tháng 10 năm 2012. 20 đội tuyển được chia làm năm 5 bảng đấu, mỗi bảng gồm một đội từ mỗi nhóm trong bốn nhóm hạt giống. Các đội trong mỗi bảng thi đấu vòng tròn hai lượt theo thể thức sân nhà-sân khách, chọn hai đội đứng đầu mỗi bảng và đội đứng thứ ba có thành tích tốt nhất giành quyền vào vòng chung kết.
| Nhóm 1                                    | Nhóm 2                                      | Nhóm 3                                           | Nhóm 4                                               |
| ----------------------------------------- | ------------------------------------------- | ------------------------------------------------ | ---------------------------------------------------- |
| Uzbekistan · Qatar · Jordan · Iran · Iraq | Trung Quốc · Bahrain · Syria · UAE · Kuwait | Ả Rập Xê Út · Oman · Thái Lan · Yemen · Việt Nam | Malaysia · Singapore · Indonesia · Liban · Hồng Kông |

Các đội tuyển sau đây không được đưa vào vòng loại chính, do được phân loại thành các quốc gia có nền bóng đá mới nổi. Thay vào đó, các đội này được thi đấu riêng rẽ và có cơ hội giành quyền tham dự Cúp bóng đá châu Á 2015 bằng cách vô địch Cúp Challenge AFC 2012 hoặc Cúp Challenge AFC 2014.
| - Afghanistan † ‡ - Bangladesh † ‡ - Bhutan † - Brunei ‡ - Campuchia † ‡ - Đài Bắc Trung Hoa † ‡ | - Guam ‡ - Ấn Độ † ‡ - Kyrgyzstan † ‡ - Lào † ‡ - Ma Cao † ‡ - Maldives † ‡ | - Mông Cổ † ‡ - Myanmar † ‡ - Nepal † ‡ - CHDCND Triều Tiên † - Quần đảo Bắc Mariana ‡ - Pakistan † ‡ | - Palestine † ‡ - Philippines † ‡ - Sri Lanka † ‡ - Tajikistan † ‡ - Đông Timor - Turkmenistan † ‡ |

† Giành quyền vào vòng loại AFC Challenge Cup 2012

‡ Giành quyền vào vòng loại AFC Challenge Cup 2014

## Lịch thi đấu
Lịch thi đấu dưới đây đã được Liên đoàn bóng đá châu Á (AFC) công bố cho vòng loại Cúp bóng đá châu Á 2015. Vì các ngày 15 và 19 tháng 11 năm 2013 cũng là các ngày thi đấu của vòng play-off Giải vô địch bóng đá thế giới 2014, một số ngày thi đấu dự phòng đã được phân bổ.
| Năm  | Lượt đấu   | Ngày                             |
| ---- | ---------- | -------------------------------- |
| 2013 | Lượt đấu 1 | 6 tháng 2                        |
| 2013 | Lượt đấu 2 | 22 tháng 3                       |
| 2013 | Lượt đấu 3 | 15 tháng 10                      |
| 2013 | Lượt đấu 4 | 15 tháng 11                      |
| 2013 | Lượt đấu 5 | 19 tháng 11                      |
| 2014 | Dự phòng   | 11, 18, 25, 31 tháng 1 4 tháng 2 |
| 2014 | Lượt đấu 6 | 5 tháng 3                        |

## Các bảng
Các tiêu chí
Các đội được xếp hạng theo điểm (3 điểm cho một trận thắng, 1 điểm cho một trận hòa, 0 điểm cho một trận thua), và nếu bằng điểm, các tiêu chí sau đây được áp dụng theo thứ tự, để xác định thứ hạng:
1. Điểm trong các trận đấu giữa các đội có liên quan;
2. Hiệu số bàn thắng thua trong các trận đấu giữa các đội có liên quan;
3. Số bàn thắng ghi được trong các trận đấu giữa các đội có liên quan (không xét bàn thắng sân khách);
4. Nếu có nhiều hơn hai đội bằng điểm, và sau khi đã áp dụng các tiêu chí từ 1 đến 3, vẫn còn hai hay nhiều đội bằng nhau, các tiêu chí đối đầu ở trên được áp dụng lại cho riêng các đội này. Nếu vẫn bằng nhau, tiếp tục xét các tiêu chí tiếp theo;
5. Hiệu số bàn thắng trong tất cả các trận đấu bảng;
6. Số bàn thắng ghi được trong tất cả các trận đấu bảng;
7. Sút luân lưu nếu chỉ có hai đội bằng điểm và còn thi đấu trên sân;
8. Bốc thăm.

### Bảng A
| Đội       | ST | T | H | B | BT | BB | HS  | Đ  |  | Oman | Jordan | Syria | Singapore |
| --------- | -- | - | - | - | -- | -- | --- | -- |  | ---- | ------ | ----- | --------- |
| Oman      | 6  | 4 | 2 | 0 | 7  | 1  | +6  | 14 |  |      | 0–0    | 1–0   | 3–1       |
| Jordan    | 6  | 3 | 3 | 0 | 10 | 3  | +7  | 12 |  | 0–0  |        | 2–1   | 4–0       |
| Syria     | 6  | 1 | 1 | 4 | 7  | 7  | 0   | 4  |  | 0–1  | 1–1    |       | 4–0       |
| Singapore | 6  | 1 | 0 | 5 | 4  | 17 | −13 | 3  |  | 0–2  | 1–3    | 2–1   |           |

| Oman           | 1–0 | Syria |
| -------------- | --- | ----- |
| Al-Muqbali 39' |     |       |

| Jordan                                               | 4–0      | Singapore |
| ---------------------------------------------------- | -------- | --------- |
| Abdallah Deeb 18' · Bani Attiah 52' · Hayel 55', 74' | Chi tiết |           |

| Singapore | 0–2      | Oman                    |
| --------- | -------- | ----------------------- |
|           | Chi tiết | Said 15' · Al-Farsi 45' |

| Syria        | 1–1      | Jordan       |
| ------------ | -------- | ------------ |
| Sahyouni 49' | Chi tiết | Al-Laham 57' |

| Singapore           | 2–1      | Syria    |
| ------------------- | -------- | -------- |
| Amri 62' · Quak 82' | Chi tiết | Rafe 89' |

| Jordan | 0–0      | Oman |
| ------ | -------- | ---- |
|        | Chi tiết |      |

| Syria                                                | 4–0      | Singapore |
| ---------------------------------------------------- | -------- | --------- |
| Malki 10' · Al Douni 83' · Jafal 86' · Al Agha 90+1' | Chi tiết |           |

| Syria | 0–1      | Oman           |
| ----- | -------- | -------------- |
|       | Chi tiết | Al-Farsi 90+1' |

| Oman | 0–0      | Jordan |
| ---- | -------- | ------ |
|      | Chi tiết |        |

| Singapore        | 1–3      | Jordan                                     |
| ---------------- | -------- | ------------------------------------------ |
| Amri 84' (ph.đ.) | Chi tiết | Bawab 44' · Hayel 58' · Al-Rawashdeh 90+2' |

| Oman                                    | 3–1      | Singapore |
| --------------------------------------- | -------- | --------- |
| Al Hosni 19' · Said 51' · Al-Hasani 69' | Chi tiết | Ishak 78' |

| Jordan         | 2–1      | Syria       |
| -------------- | -------- | ----------- |
| Bawab 24', 61' | Chi tiết | Khribin 80' |

### Bảng B
| Đội      | ST | T | H | B | BT | BB | HS  | Đ  |  | Iran | Kuwait | Liban | Thái Lan |
| -------- | -- | - | - | - | -- | -- | --- | -- |  | ---- | ------ | ----- | -------- |
| Iran     | 6  | 5 | 1 | 0 | 18 | 5  | +13 | 16 |  |      | 3–2    | 5–0   | 2–1      |
| Kuwait   | 6  | 2 | 3 | 1 | 10 | 7  | +3  | 9  |  | 1–1  |        | 0–0   | 3–1      |
| Liban    | 6  | 2 | 2 | 2 | 12 | 14 | −2  | 8  |  | 1–4  | 1–1    |       | 5–2      |
| Thái Lan | 6  | 0 | 0 | 6 | 7  | 21 | −14 | 0  |  | 0–3  | 1–3    | 2–5   |          |

| Iran                                                               | 5–0      | Liban |
| ------------------------------------------------------------------ | -------- | ----- |
| Ghoochannejhad 26', 62' · Nekounam 45+1' (ph.đ.), 61' (ph.đ.), 80' | Chi tiết |       |

| Thái Lan      | 1–3      | Kuwait                                      |
| ------------- | -------- | ------------------------------------------- |
| Chanathip 76' | Chi tiết | Theeraton 25' (l.n.) · Fadel 59' · Aman 65' |

| Liban                                                   | 5–2      | Thái Lan          |
| ------------------------------------------------------- | -------- | ----------------- |
| Chaito 6', 22' · Haidar 31' · Maatouk 72' · Onika 90+1' | Chi tiết | Thitipan 49', 85' |

| Kuwait            | 1–1      | Iran        |
| ----------------- | -------- | ----------- |
| Awadh 76' (ph.đ.) | Chi tiết | Shojaei 45' |

| Liban       | 1–1      | Kuwait     |
| ----------- | -------- | ---------- |
| Ghaddar 50' | Chi tiết | Nasser 26' |

| Iran                              | 2–1      | Thái Lan     |
| --------------------------------- | -------- | ------------ |
| Hosseini 67' · Ghoochannejhad 70' | Chi tiết | Teerasil 80' |

| Thái Lan | 0–3      | Iran                                                 |
| -------- | -------- | ---------------------------------------------------- |
|          | Chi tiết | Dejagah 28' · Ghoochannejhad 42' · Jahanbakhsh 90+5' |

| Kuwait | 0–0      | Liban |
| ------ | -------- | ----- |
|        | Chi tiết |       |

| Liban      | 1–4      | Iran                                                                  |
| ---------- | -------- | --------------------------------------------------------------------- |
| Haidar 79' | Chi tiết | Sadeghi 39' · Dejagah 51' · Nekounam 55' (ph.đ.) · Ghoochannejhad 65' |

| Kuwait                              | 3–1      | Thái Lan    |
| ----------------------------------- | -------- | ----------- |
| Nasser 19', 71' · Awadh 56' (ph.đ.) | Chi tiết | Mongkol 68' |

| Iran                                            | 3–2      | Kuwait                   |
| ----------------------------------------------- | -------- | ------------------------ |
| Karimi 2' · Fadel 61' (l.n.) · Ansarifard 90+1' | Chi tiết | Ali 18' · Al Rashidi 89' |

| Thái Lan                          | 2–5      | Liban                                                  |
| --------------------------------- | -------- | ------------------------------------------------------ |
| Teeratep 23' (ph.đ.) · Adisak 76' | Chi tiết | Ghaddar 2' · Maatouk 18', 46' · Saad 45+1' · Antar 63' |

### Bảng C
| Đội         | ST | T | H | B | BT | BB | HS | Đ  |  | Ả Rập Xê Út | Iraq | Trung Quốc | Indonesia |
| ----------- | -- | - | - | - | -- | -- | -- | -- |  | ----------- | ---- | ---------- | --------- |
| Ả Rập Xê Út | 6  | 5 | 1 | 0 | 9  | 3  | +6 | 16 |  |             | 2–1  | 2–1        | 1–0       |
| Iraq        | 6  | 3 | 0 | 3 | 7  | 6  | +1 | 9  |  | 0–2         |      | 3–1        | 1–0       |
| Trung Quốc  | 6  | 2 | 2 | 2 | 5  | 6  | −1 | 8  |  | 0–0         | 1–0  |            | 1–0       |
| Indonesia   | 6  | 0 | 1 | 5 | 2  | 8  | −6 | 1  |  | 1–2         | 0–2  | 1–1        |           |

| Iraq               | 1–0      | Indonesia |
| ------------------ | -------- | --------- |
| Younis Mahmoud 66' | Chi tiết |           |

| Ả Rập Xê Út                  | 2–1      | Trung Quốc    |
| ---------------------------- | -------- | ------------- |
| Al-Muwallad 23' · Hazazi 77' | Chi tiết | Zhao Xuri 29' |

| Trung Quốc       | 1–0      | Iraq |
| ---------------- | -------- | ---- |
| Vu Đại Bảo 90+3' | Chi tiết |      |

| Indonesia | 1–2      | Ả Rập Xê Út       |
| --------- | -------- | ----------------- |
| Boaz 5'   | Chi tiết | Al-Salem 14', 55' |

| Indonesia | 1–1      | Trung Quốc  |
| --------- | -------- | ----------- |
| Boaz 67'  | Chi tiết | Ngô Tập 36' |

| Iraq | 0–2      | Ả Rập Xê Út                   |
| ---- | -------- | ----------------------------- |
|      | Chi tiết | Hawsawi 34' · Al-Shamrani 78' |

| Trung Quốc   | 1–0      | Indonesia |
| ------------ | -------- | --------- |
| Vu Lôi 45+1' | Chi tiết |           |

| Ả Rập Xê Út                     | 2–1      | Iraq                 |
| ------------------------------- | -------- | -------------------- |
| Al-Jassim 18' · Al-Shamrani 60' | Chi tiết | Younis Mahmoud 45+1' |

| Trung Quốc | 0–0      | Ả Rập Xê Út |
| ---------- | -------- | ----------- |
|            | Chi tiết |             |

| Indonesia | 0–2      | Iraq                           |
| --------- | -------- | ------------------------------ |
|           | Chi tiết | Ahmad 27' · Karrar 32' (ph.đ.) |

| Iraq                                | 3–1      | Trung Quốc                   |
| ----------------------------------- | -------- | ---------------------------- |
| Younis Mahmoud 23', 43' · Adnan 58' | Chi tiết | Trương Tập Triết 73' (ph.đ.) |

| Ả Rập Xê Út     | 1–0      | Indonesia |
| --------------- | -------- | --------- |
| Al-Muwallad 87' | Chi tiết |           |

### Bảng D
| Đội      | ST | T | H | B | BT | BB | HS  | Đ  |  | Bahrain | Qatar | Malaysia | Yemen |
| -------- | -- | - | - | - | -- | -- | --- | -- |  | ------- | ----- | -------- | ----- |
| Bahrain  | 6  | 4 | 2 | 0 | 7  | 1  | +6  | 14 |  |         | 1–0   | 1–0      | 2–0   |
| Qatar    | 6  | 4 | 1 | 1 | 13 | 2  | +11 | 13 |  | 0–0     |       | 1–0      | 6–0   |
| Malaysia | 6  | 2 | 1 | 3 | 5  | 7  | −2  | 7  |  | 1–1     | 0–1   |          | 2–1   |
| Yemen    | 6  | 0 | 0 | 6 | 3  | 18 | −15 | 0  |  | 0–2     | 1–4   | 1–2      |       |

| Yemen | 0–2      | Bahrain                 |
| ----- | -------- | ----------------------- |
|       | Chi tiết | Aaish 49' · Al Amer 85' |

| Qatar                     | 2–0      | Malaysia |
| ------------------------- | -------- | -------- |
| Ibrahim 55' · Ahmed 90+3' | Chi tiết |          |

| Malaysia                            | 2–1      | Yemen        |
| ----------------------------------- | -------- | ------------ |
| Azamuddin 27' · Khyril Muhymeen 80' | Chi tiết | Al Hagri 12' |

| Bahrain   | 1–0      | Qatar |
| --------- | -------- | ----- |
| Aaish 20' | Chi tiết |       |

| Qatar                                                                 | 6–0      | Yemen |
| --------------------------------------------------------------------- | -------- | ----- |
| Ibrahim 4' (ph.đ.), 61', 76' · Al Haidos 24' · Soria 70' · Afif 90+1' | Chi tiết |       |

| Malaysia       | 1–1      | Bahrain     |
| -------------- | -------- | ----------- |
| Norshahrul 70' | Chi tiết | Saleh 45+1' |

| Yemen       | 1–4      | Qatar                                          |
| ----------- | -------- | ---------------------------------------------- |
| Al-Sasi 26' | Chi tiết | Soria 3' · Hassan 32' · Kasola 54' · Jeddo 68' |

| Bahrain         | 1–0      | Malaysia |
| --------------- | -------- | -------- |
| Abdul-Latif 72' | Chi tiết |          |

| Malaysia | 0–1      | Qatar      |
| -------- | -------- | ---------- |
|          | Chi tiết | Al-Ali 65' |

| Bahrain                | 2–0      | Yemen |
| ---------------------- | -------- | ----- |
| Salmeen 2' · Aaish 88' | Chi tiết |       |

| Yemen         | 1–2      | Malaysia             |
| ------------- | -------- | -------------------- |
| Al-Sarori 60' | Chi tiết | Amri 16' · Fakri 77' |

| Qatar | 0–0      | Bahrain |
| ----- | -------- | ------- |
|       | Chi tiết |         |

### Bảng E
| Đội        | ST | T | H | B | BT | BB | HS  | Đ  |  | Các Tiểu vương quốc Ả Rập Thống nhất | Uzbekistan | Hồng Kông | Việt Nam |
| ---------- | -- | - | - | - | -- | -- | --- | -- |  | ------------------------------------ | ---------- | --------- | -------- |
| UAE        | 6  | 5 | 1 | 0 | 18 | 3  | +15 | 16 |  |                                      | 2–1        | 4–0       | 5–0      |
| Uzbekistan | 6  | 3 | 2 | 1 | 10 | 4  | +6  | 11 |  | 1–1                                  |            | 0–0       | 3–1      |
| Hồng Kông  | 6  | 1 | 1 | 4 | 2  | 13 | −11 | 4  |  | 0–4                                  | 0–2        |           | 1–0      |
| Việt Nam   | 6  | 1 | 0 | 5 | 5  | 15 | −10 | 3  |  | 1–2                                  | 0–3        | 3–1       |          |

| Uzbekistan | 0–0      | Hồng Kông |
| ---------- | -------- | --------- |
|            | Chi tiết |           |

| Việt Nam           | 1–2      | UAE                            |
| ------------------ | -------- | ------------------------------ |
| Huỳnh Quốc Anh 59' | Chi tiết | Khalil 6' (ph.đ.) · Fardan 67' |

| Hồng Kông       | 1–0      | Việt Nam |
| --------------- | -------- | -------- |
| Chan Wai Ho 87' | Chi tiết |          |

| UAE                       | 2–1      | Uzbekistan |
| ------------------------- | -------- | ---------- |
| Khalil 58' · Mabkhout 61' | Chi tiết | Gadoev 16' |

| Hồng Kông | 0–4      | UAE                                  |
| --------- | -------- | ------------------------------------ |
|           | Chi tiết | Mabkhout 30', 55', 90' · Abbas 90+5' |

| Uzbekistan                                            | 3–1      | Việt Nam               |
| ----------------------------------------------------- | -------- | ---------------------- |
| Rashidov 69' · Âu Văn Hoàn 74' (l.n.) · Sergeev 90+2' | Chi tiết | Nguyễn Trọng Hoàng 77' |

| Việt Nam | 0–3      | Uzbekistan                               |
| -------- | -------- | ---------------------------------------- |
|          | Chi tiết | Shodiev 40' · Sergeev 46' · Rashidov 89' |

| UAE                                                      | 4–0      | Hồng Kông |
| -------------------------------------------------------- | -------- | --------- |
| Saleh 27' · Abbas 40' · Abdulrahman 80' · Al Hammadi 88' | Chi tiết |           |

| Hồng Kông | 0–2      | Uzbekistan                |
| --------- | -------- | ------------------------- |
|           | Chi tiết | Shodiev 84' · Ahmedov 89' |

| UAE                                                              | 5–0      | Việt Nam |
| ---------------------------------------------------------------- | -------- | -------- |
| Abbas 19' · Matar 25' · Mabkhout 31' · Fardan 37' · Khalil 90+2' | Chi tiết |          |

| Uzbekistan  | 1–1      | UAE            |
| ----------- | -------- | -------------- |
| Sergeev 85' | Chi tiết | Al Hammadi 67' |

| Việt Nam                                                         | 3–1      | Hồng Kông       |
| ---------------------------------------------------------------- | -------- | --------------- |
| Huỳnh Quốc Anh 24' · Nguyễn Anh Đức 68' · Nguyễn Trọng Hoàng 83' | Chi tiết | Lo Kwan Yee 81' |

### Xếp hạng các đội xếp thứ ba
Để xác định thứ hạng của các đội xếp thứ ba bảng, các tiêu chí sau được áp dụng:
1. Điểm thu được trong tất cả các trận đấu bảng;
2. Hiệu số bàn thắng thua trong tất cả các trận đấu bảng;
3. Số bàn thắng ghi được trong tất cả các trận đấu bảng;
4. Điểm thẻ phạt, tính trên số thẻ vàng và thẻ đỏ trong tất cả các trận đấu bảng (chỉ có một trong các khoản trừ dưới đây được áp dụng cho một cầu thủ trong một trận đấu):
  - Thẻ vàng: –1 điểm;
  - Thẻ đỏ gián tiếp (thẻ vàng thứ hai): –3 điểm;
  - Thẻ đỏ trực tiếp: –3 điểm;
  - Thẻ vàng và thẻ đỏ trực tiếp: –4 điểm;
5. Bốc thăm.

| Bảng | Đội        | Tr | T | H | B | BT | BB | HS  | Đ |
| ---- | ---------- | -- | - | - | - | -- | -- | --- | - |
| C    | Trung Quốc | 6  | 2 | 2 | 2 | 5  | 6  | −1  | 8 |
| B    | Liban      | 6  | 2 | 2 | 2 | 12 | 14 | −2  | 8 |
| D    | Malaysia   | 6  | 2 | 1 | 3 | 5  | 7  | −2  | 7 |
| A    | Syria      | 6  | 1 | 1 | 4 | 7  | 7  | 0   | 4 |
| E    | Hồng Kông  | 6  | 1 | 1 | 4 | 2  | 13 | −11 | 4 |

## Cầu thủ ghi bàn
Đã có 161 bàn thắng ghi được trong 60 trận đấu, trung bình 2.68 bàn thắng mỗi trận đấu.
5 bàn thắng
- Reza Ghoochannejhad
- Ali Mabkhout

4 bàn thắng
- Javad Nekounam
- Younis Mahmoud
- Khalfan Ibrahim

3 bàn thắng
- Faouzi Aaish
- Tha'er Bawab
- Ahmad Hayel
- Yousef Nasser
- Hassan Maatouk
- Walid Abbas
- Ahmed Khalil
- Igor Sergeev

2 bàn thắng
- Boaz Solossa
- Ashkan Dejagah
- Fahad Awadh
- Hassan Chaito
- Mohammed Ghaddar
- Mohamad Haidar
- Eid Al-Farsi
- Qasim Said
- Sebastián Soria
- Fahad Al-Muwallad
- Yousef Al-Salem
- Nasser Al-Shamrani
- Khairul Amri
- Thitipan Puangchan
- Ismail Al Hammadi
- Habib Fardan
- Sardor Rashidov
- Vokhid Shodiev
- Huỳnh Quốc Anh
- Nguyễn Trọng Hoàng

1 bàn thắng
- Ismail Abdul-Latif
- Saad Al Amer
- Abdulla Saleh
- Mohamed Salmeen
- Vu Lôi
- Ngô Tập
- Vu Đại Bảo
- Trương Tập Triết
- Zhao Xuri
- Chan Wai Ho
- Lo Kwan Yee
- Karim Ansarifard
- Jalal Hosseini
- Alireza Jahanbakhsh
- Yaghoub Karimi
- Amir Hossein Sadeghi
- Masoud Shojaei
- Ali Adnan
- Hammadi Ahmad
- Karrar Jassim
- Mossab Al-Laham
- Yusuf Al-Rawashdeh
- Khalil Bani Attiah
- Abdallah Deeb
- Fahad Al Rashidi
- Waleed Ali
- Hamad Aman
- Hussain Fadel
- Abbas Ali Atwi
- Roda Antar
- Soony Saad
- Azamuddin Akil
- Mohd Amri Yahyah
- Ahmad Fakri Saarani
- Khyril Muhymeen
- Norshahrul Idlan Talaha
- Sami Al-Hasani
- Amad Al Hosni
- Abdulaziz Al-Muqbali
- Ali Afif
- Yusef Ahmed
- Abdulkarim Al-Ali
- Hassan Al Haidos
- Abdelkarim Hassan
- Jeddo
- Mohammed Kasola
- Taisir Al-Jassim
- Osama Hawsawi
- Naif Hazazi
- Shahril Ishak
- Gabriel Quak Jun Yi
- Ahmad Al Douni
- Abdul Fattah Al Agha
- Oday Jafal
- Omar Khribin
- Sanharib Malki
- Raja Rafe
- Burhan Sahyouni
- Adisak Kraisorn
- Chanathip Songkrasin
- Mongkol Tossakrai
- Teerasil Dangda
- Teeratep Winothai
- Omar Abdulrahman
- Ismail Matar
- Salem Saleh
- Odil Ahmedov
- Shohruh Gadoev
- Nguyễn Anh Đức
- Ayman Al Hagri
- Mohammed Al-Sarori
- Ala'a Al-Sasi

1 bàn phản lưới nhà
- Hussain Fadel (trong trận gặp Iran)
- Theerathon Bunmathan (trong trận gặp Kuwait)
- Âu Văn Hoàn (trong trận gặp Uzbekistan)